# Litauen i Junior Eurovision Song Contest
Litauen debuterade i Junior Eurovision Song Contest 2007 och har till och med 2011 deltagit 4 gånger.

## Deltagare
| År                     | Artist           | Sång                 | Nr | Poäng |
| 2007                   | Lina Joy         | Kai miestas snaudžia | 13 | 33    |
| 2008                   | Eglė Jurgaitytė  | Laiminga Diena       | 3  | 103   |
| Deltog inte 2009       |                  |                      |    |       |
| 2010                   | Nojus Bartaška   | Oki-Doki             | 6  | 67    |
| 2011                   | Paulina Skrabytė | Debesys              | 10 | 53    |
| Deltar inte sedan 2012 |                  |                      |    |       |